# Батоні (звертання)
Батоні (груз. ბატონი) — грузинське слово із значенням «пан», «власник».
Відомо з XV століття, більш рання форма патроні (груз. პატრონი). У феодальній ієрархії означало сюзерена, будь-якого власника рабів або кріпосних («кма»), від царя до дрібногого феодала. Титул «батоні» офіційно використовували як частину своєї титулатури деякі князі, наприклад, Багратіони-Мухранські або Чіковані, власники Лечхумі (Лечхум-батоні).
У сучасній мові ბატონი, у кличному відмінку — батоно (ბატონო) використовується як формула ввічливості при позначенні чоловіка за ім’ям або при звертанні до нього, аналогічно словам «містер», «сер», «пан». Відповідне звернення до жінки — калбатоні (груз. ქალბატონი), у кличному відмінку калбатоно. Звернутися «батоно» можна і до незнайомої людини, наприклад, відповідаючи по телефону.